# París-Tours 1978
La París-Tours 1978 (también llamada Gran premio de Otoño) fue la 72.ª edición de la clásica París-Tours. Se disputó el 1 de octubre de 1978 y el vencedor final fue el neerlandés Jan Raas del equipo TI-Raleigh.

## Clasificación general[1]
|    | Ciclista            | Equipo                  | Tiempo    |
| -- | ------------------- | ----------------------- | --------- |
| 1  | Jan Raas            | TI-Raleigh              | 6h 58'02" |
| 2  | Jos Jacobs          | IJsboerke-Gios          | a 3'36"   |
| 3  | Guido Van Calster   | C&A                     | m.t.      |
| 4  | Joop Zoetemelk      | Miko-Mercier-Hutchinson | m.t.      |
| 5  | André Dierickx      | IJsboerke-Gios          | m.t.      |
| 6  | Gerrie Knetemann    | TI-Raleigh              | m.t.      |
| 7  | Phil Edwards        | Sanson-Campagnolo       | m.t.      |
| 8  | Johan Van Der Velde | TI-Raleigh              | a 5'59"   |
| 9  | Gery Verlinden      | IJsboerke-Gios          | m.t.      |
| 10 | Willy De Geest      | Sanson-Campagnolo       | m.t.      |